# Zuckeranhydrid

Beispiel für ein Zuckeranhydrid mit der Etherbrücke (Oxirangruppe) im Vordergrund: 2,3-Anhydro-4-O-methyl-α-D-mannopyranose.

Zuckeranhydride, auch Anhydrozucker,  sind Monosaccharide, die eine durch Wasserabspaltung aus zwei Hydroxygruppen entstandene Etherbrücke enthalten.  Zuckeranhydride sind innere Acetale und ähneln im chemischen Verhalten den Glykosiden und sind unlöslich in den meisten organischen Lösungsmitteln. Löslich sind die Zuckeranhydride in Wasser und kurzkettigen Alkoholen. Durch Wasser oder verdünnte Säuren werden Zuckeranhydride zu den betreffenden Zuckern hydrolysiert, wobei sich häufig ein Gleichgewicht zwischen Zucker und Zuckeranhydrid einstellt.
Bekannte Zuckeranhydride sind 1,6-Anhydro-β-D-glucopyranose (früher Lävoglucosan genannt) und Galactosan. Es sind auch Dianhydride von Zuckern bekannt.